# FC Sputnik Rechitsa
El FC Sputnik Rechitsa (en bielorruso: ФК Спадарожнік Рэчыца, en ruso: ФК Спутник Речица) fue un club de fútbol bielorruso de la ciudad Rechitsa. Fue fundado en 2017 y fue debutante en la temporada 2021 de la Liga Premier de Bielorrusia.

## Historia
El club fue fundado en 2017 después de la reubicación del FC DYuSSh-DSK Gomel a Rechitsa. El club terminó tercero en la temporada 2018 de la Segunda Liga de Bielorrusia y, a principios de 2019, se les ofreció un ascenso a la Primera Liga, después de que se abriera una vacante. El Sputnik aceptó la oferta e hizo su debut en la Primera Liga en 2019.
En la temporada 2020 logró coronarse campeón de la Primera Liga y ascendió por primera vez en su historia a la Liga Premier de Bielorrusia en la temporada 2021.
El 28 de julio de 2021 anunció su retiro de la liga debido a los problemas financieros. Con esto el club desaparece.

## Jugadores

### Plantel 2021
Actualizado el 25 de febrero de 2021

## Palmarés
- Primera Liga de Bielorrusia (1): 2020